# داجا بيدانوفا
داجا بيدانوفا (بالتشيكية: Dája Bedáňová)‏ هي لاعبة كرة مضرب تشيكية سابقة، اعتزلت اللعب في 2005. كما أنها إحدى بطلات الجراند سلام. سبق أن شاركت في دورة الألعاب الأولمبية الصيفية. فازت بجائزة أفضل قادمة جديدة من قبل رابطة محترفات التنس.

## روابط خارجية
- داجا بيدانوفا على موقع رابطة محترفات التنس (الإنجليزية)
- داجا بيدانوفا على موقع الاتحاد الدولي لكرة المضرب (الإنجليزية)
- داجا بيدانوفا على موقع كأس بيلي جين كينغ (الإنجليزية)
- داجا بيدانوفا على موقع بطولة ويمبلدون (الإنجليزية)
- داجا بيدانوفا على موقع خلاصة التنس.كوم (الإنجليزية)
- داجا بيدانوفا على موقع أوليمبيديا (الإنجليزية)
- داجا بيدانوفا على موقع اللجنة الأولمبية التشيكية (التشيكية)